# Gerold Jungwirth
Gerold Jungwirth (ur. 20 lipca 1947) – austriacki judoka. Olimpijczyk z Monachium 1972, gdzie zajął dziesiąte miejsce w wadze półśredniej.
Uczestnik mistrzostw świata w 1971, 1973 i 1975. Brązowy medalista mistrzostw Europy w drużynie w 1970, a także wojskowych MŚ w 1973 roku.

## Letnie Igrzyska Olimpijskie 1972
| Konkurencja | Eliminacje           | Eliminacje             | Eliminacje               | Klas. końcowa |
| Konkurencja | Przeciwnik I         | Przeciwnik II          | Przeciwnik III           | Miejsce       |
| ----------- | -------------------- | ---------------------- | ------------------------ | ------------- |
| 70 kg       | Armin Büchel (LIE) Z | Geronimo Dyogi (PHI) Z | Anatolij Nowikow (URS) P | 10.           |